# Pseuderemias brenneri
Espèce
Synonymes
- Eremias brenneri Peters, 1869

Pseuderemias brenneri est une espèce de sauriens de la famille des Lacertidae.

## Répartition
Cette espèce se rencontre dans l'est du Soudan, dans l'est de l'Éthiopie, à Djibouti, en Somalie et dans le nord du Kenya.

## Étymologie
Cette espèce est nommée en l'honneur de Richard Brenner (1833–1874).

## Publication originale
- Peters, 1869 : Über neue Gattungen und neue oder weniger bekannte Arten von Amphibien (Eremias, Dicrodon, Euprepes, Lygosoma, Typhlops, Eryx, Rhynchonyx, Elapomorphus, Achalinus, Coronella, Dromicus, Xenopholis, Anoplodipsas, Spilotes, Tropidonotus). Monatsberichte der Königlich Preussischen Akademie der Wissenschaften zu Berlin, vol. 1869, p. 432-447 (texte intégral).